# 에르메스 (우주선)

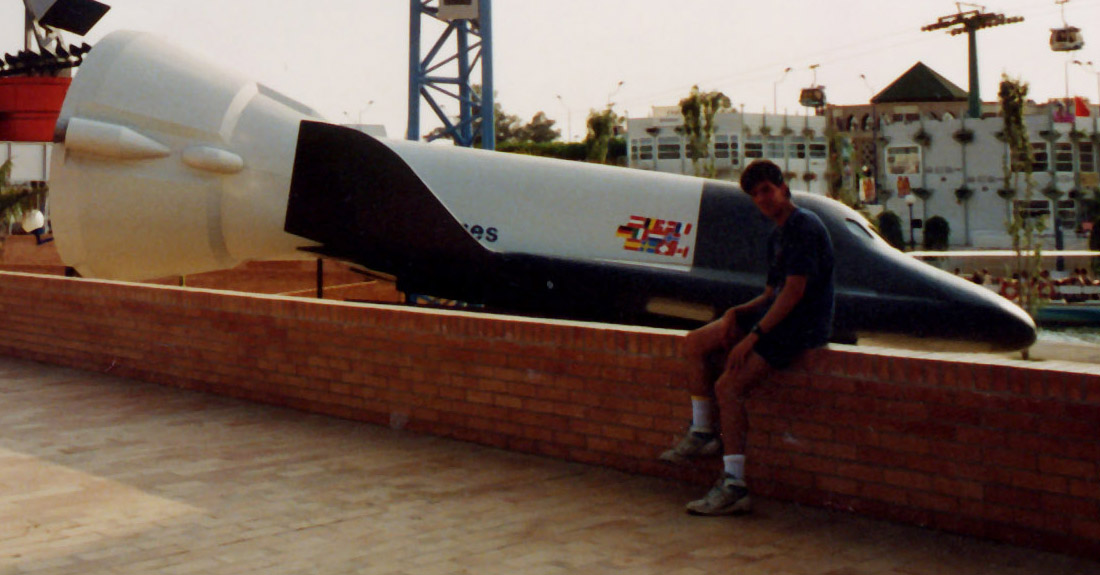

에르메스(프랑스어: Hermès)는 유럽 우주국이 개발을 취소한 우주 왕복선이다. 에르메스를 발사하기 위해 만든 아리안 5는 순수한 인공위성 발사체가 되었다.
에르메스는 1975년 프랑스 국립 우주 센터(CNES)와 이후 유럽 우주국(ESA)이 설계한 우주 비행체였다. 겉보기에는 미국 보잉 X-20 다이나소어(Dyna-Soar)와 더 큰 우주 왕복선과 유사했다.
1985년 1월, CNES는 ESA의 후원으로 에르메스 개발을 진행할 것을 제안했다. 에르메스는 아리안 5 로켓에 의해 발사되는 유인 우주 비행 프로그램이었다. 1987년 11월, 이 프로젝트는 1988년부터 1990년까지 사전 개발이 승인되었고, 이후 본격적인 개발에 대한 승인이 필요했다. 그러나 이 프로젝트는 여러 차례 지연과 자금 조달 문제를 겪었다.
1992년, 높은 비용과 달성 불가능한 성능, 그리고 러시아 항공우주국(RKA)과의 협력으로 인해 독립적인 우주 비행체의 필요성이 감소하면서 에르메스 프로젝트는 취소되었다. 결과적으로 에르메스 셔틀은 제작되지 않았다. 2010년대에는 에르메스 우주선을 부분적으로 재사용 가능한 공중 발사형 우주선 발사 시스템(SOAR)으로 부활시키는 방안이 제안되었다.

## 같이 보기
- 드림 체이서